# Iglesia (Oínes)
Iglesia (en gallego y oficialmente, A Igrexa) es una aldea española situada en la parroquia de Oínes, del municipio de Arzúa, en la provincia de La Coruña, Galicia.